# Història de la Reial Societat
La Reial Societat és un club de futbol basc de la ciutat de Donosti, a Guipúscoa. Va ser fundada el 1909, i actualment juga a la Primera Divisió de la lliga espanyola. És un dels equips clàssics de la màxima categoria del futbol espanyol, on ha jugat la major part de la història. Actualment, ocupa la vuitena posició en la classificació històrica de Primera Divisió, comptant en el seu palmarès amb 2 títols de Lliga, 2 Copa del Rei i 1 de la Supercopa. A més a més, ha estat tres vegades subcampiona de Lliga (la més recent la temporada 2002-03), i cinc vegades de la Copa. En competicions europees, el seu millor resultat és el de semifinalista de la Copa d'Europa, la temporada 1982-83, on va ser eliminada per l'Hamburg, que es proclamaria campió posteriorment.

## Història

### Orígens
Tot i que la Reial Societat va ser fundada, oficialment, el 1909, es poden remuntar els seus orígens uns anys abans, concretament el 1904.
L'agost d'aquell any, es va fundar a Donosti el San Sebastián Recreation Club, un club poliesportiu que aglutinava diverses seccions esportives, entre elles una de dedicada al foot-ball. Aquest va ser el primer club de futbol formalment establert a la ciutat i, també, el primer equip guipuscoà que va participar en un campionat a nivell estatal, al presentar-se a la Copa del Rei de futbol del 1905. Aquell equip jugava amb unes samarretes cridaneres amb ratlles de color groc i verd, que un segle més tard recuperaria la Real com a segon uniforme en homenatge al seu directe antecessor durant les temporades 2007-08 i 2008-09. Aquest club fou el que va inaugurar, el 1906, el Camp de Futbol d'Ondarreta, primer camp de futbol que va tenir la ciutat.
Tot i així, la secció de futbol del Recreation Club va tenir una vida molt curta. Per dissensions internes, cap a finals del 1907 principis del 1908, els integrants de la secció van decidir separar-se i formar un club independent. És així com va néixer el San Sebastián Foot-Ball Club. Aquest equip va ser el primer que va adoptar els colors blanc i blau, representatius de la bandera de la ciutat, tot i que llavors es va tractar d'una samarreta completament blanca amb les inicials SS bordades en blau i uns pantalons blaus. Desgraciadament, per jugar la Copa del Rei els equips havien de portar un mínim d'un any inscrits al registre civil, motiu pel qual van haver d'aixoplugar-se sota l'empara del Club Ciclista de San Sebastián per poder disputar l'edició de 1909.

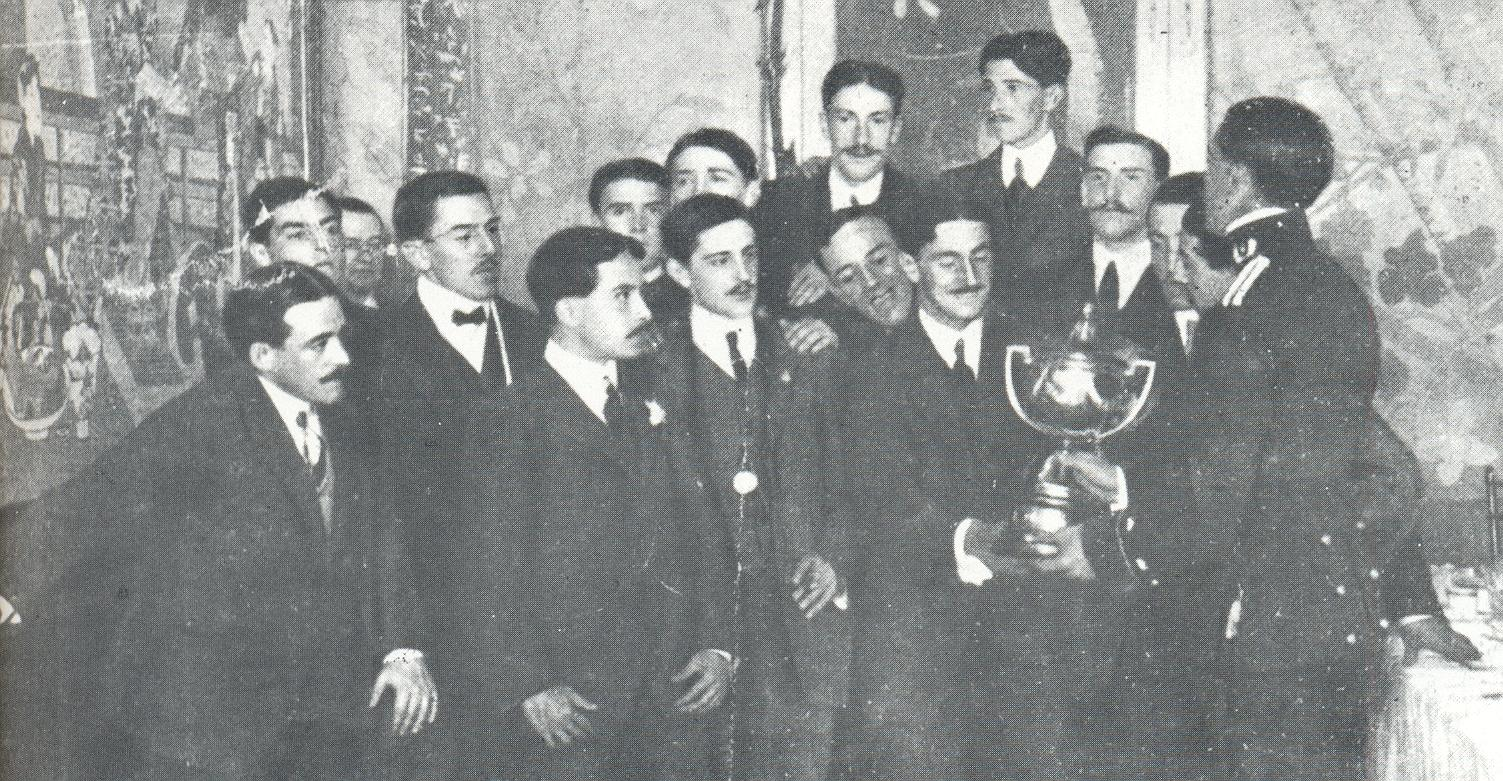
Els jugadors del Club Ciclista reben la Copa del 1909

El Club Ciclista va tenir una brillant actuació durant aquella edició de la Copa, eliminant en una primera ronda preliminar a l'Athletic Club de Bilbao (4-2), al Galicia FC en semifinals (2-0) per, finalment, vèncer al Club Español de Madrid a la final (3-1), proclamant-se així campió de la Copa del Rei per primera vegada a la seva història.
Aquest èxit va impulsar als jugadors de l'equip a constituir-se definitivament en una entitat legalment establerta i independent del Club Ciclista. D'aquesta manera, uns mesos més tard, el 7 de desembre d'aquell 1909, es va constituir legalment la Sociedad de Foot-Ball de San Sebastián, sota presidència d'Adolfo Sáenz-Alonso. Cinc mesos més tard, l'11 de febrer del 1910, el rei Alfons XIII, que estiuejava sovint a Donosti, va concedir el títol de Real al club acabat de néixer, que a partir d'aleshores passaria a ser conegut com La Real o La Real Sociedad (en català sovint dit La Reial o La Reial Societat).
De cara a l'edició de la Copa del 1910, el Club Ciclista (Real Sociedad) va intentar fer valer la seva condició de campió vigent del trofeu per organitzar-lo a Donosti, reclamació a la qual es van oposar la majoria dels clubs que formaven part de la Federación Española de Clubes de Fútbol. Per aquest motiu l'equip basc es va declarar en rebel·lia i, amb el suport d'altres clubs importants com el Reial Madrid o l'Athletic Club de Bilbao, va organitzar un torneig paral·lel al Camp d'Ondarreta de Sant Sebastià, trofeu que anys més tard seria reconegut per la RFEF i inclòs en el palmarès de la Copa. En aquell torneig no hi va participar ni el Club Ciclista ni la Reial Societat (no tenia suficient antiguitat per participar-hi, segons els estatuts), però si que ho va fer el Vasconia Sporting Club, que era un altre club esportiu donostiarra i que els va cedir la llicència. De fet, la premsa de l'època considerava que el Club Ciclista, la Reial i el Vasconia eren tres cares de la mateixa institució. L'Athletic Club va guanyar al Vasconia en el partit decisiu del torneig triangular per 1-0, aconseguint així emportar-se el trofeu.
Només 6 dies després la Reial Societat va jugar el seu primer partit amb aquest nom. Va ser el 26 de març del 1910 en un amistós al camp d'Ondarreta davant del conjunt anglès London Nodmans. El primer equip oficial de la història de la Real el van formar Pedro Bea; Domingo Arrillaga, Pérez; Airreveche, Bonifacio Echeverría, Irureta; Saura, Goitisolo, McGuinness, Simmons i Prat.
Aquest és el motiu que la Real Sociedad neixi amb un títol i un subcampionat de Copa del Rei al seu palmarès, encara que cap dels dos hagués estat disputat sota el seu autèntic nom.

### Atotxa i el Campionat Nord (1910-1918)

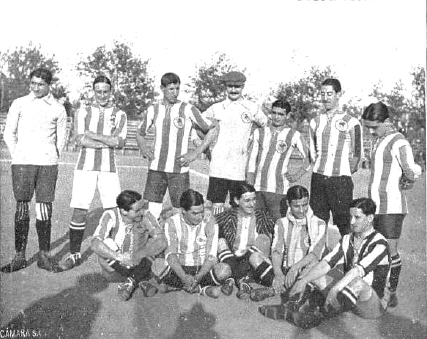
Equip de la Reial Societat el novembre del 1912

Els primers anys de la dècada de 1910 són d'inestabilitat al futbol espanyol, amb diversos cismes federatius i escàndols a la Copa del Rei. La Real, que ja havia encapçalat el cisma del 1910, torna a participar en el del 1913, disputant la final de la Copa de la UEC al Barça. El mateix any es va crear Reial Federació Espanyola de Futbol (RFEF), i van néixer les federacions regionals, amb els seus respectius campionats regionals, que es van establir com a classificatòries prèvies al Campionat d'Espanya. La Reial estrena aquell 1913 un nou camp de futbol, l'Estadi d'Atotxa, i va disputar durant aquells anys el Campionat Nord amb altres equips bascos. Tot i que, per diversos motius, no va aconseguir classificar-se per disputar cap Campionat d'Espanya, la Reial Societat es va consolidar com un dels quatre grans del futbol basc, naixent paral·lelament una gran rivalitat amb els altres tres, especialment el Real Unión Club de Irun i l'Athletic Club de Bilbao.
El 1911 es posà fi al cisma de 1910 al futbol espanyol amb una solució de compromís, disputant-se un Campionat de Copa unificat. La seu de la competició va ser el camp de Jolaseta de Getxo (Biscaia), on hi tenia la seu l'Athletic Club de Bilbao, guanyador de l'edició del campionat cismàtic de l'any anterior. Així, es va atendre la reclamació històrica dels equips bascs de no disputar sempre el campionat a Madrid, sinó a casa del vigent campió. La Real va haver de disputar prèviament una eliminatòria contra el Racing Club de Irún per determinar quin dels dos equips representaria Guipúscoa al torneig. Una victòria a domicili a Irun (2:4) va permetre als realistes classificar-se pel torneig. Tot i així, el campionat de reconciliació no va estar exempt de polèmica. La Real va impugnar el resultat del primer partit, una ronda prèvia en què l'Athletic havia eliminat el Fortuna de Vigo. L'equip guipuscoà considerava que dos dels tres jugadors anglesos de l'Athletic (Sloop i Martin) no superaven el requeriment federatiu de portar dos anys vivint a Espanya. La denúncia no va prosperar, i diversos equips es van plantar en senyal de protesta. Entre ells es trobava la Real, que es va retirar del torneig sense disputar cap dels partits, a petició dels pares dels jugadors, ja que es van trobar un ambient molt hostil per part dels aficionats de Bilbao a causa d'aquest fet. L'Athletic, sense alinear la resta dels partits els dos jugadors que havien causat la polèmica, va acabar guanyant aquell torneig de Copa. La Copa del Rei de 1911 va ser el primer xoc important entre els dos equips, començant així una intensa rivalitat que s'ha perpetuat al llarg dels anys, a més a més de representar les capitals de les dues províncies més poblades del País Basc. Aquest incident va ser també, segons alguns experts, la causa que va provocar que la política de l'Athletic se centrés a comptar només amb jugadors bascos.
En la següent edició, la de 1912, va ser l'Irún Sporting Club, l'altre equip d'Irún, el qui es va enfrontar amb la Reial Societat per determinar el representant guipuscoà en aquell torneig. L'Sporting havia derrotat amb anterioritat al Racing Club en la disputa per convertir-se en el representant de la ciutat. Aquest cop, la Real no va poder imposar-se; després d'empatar dos partits, en el tercer l'Sporting eva vèncer per 1-0 deixant l'equip donostiarra fora del torneig de Copa.
El 1913, el compromís assolit dos anys abans havia arribat a la seva fi, i noves discrpàncies entre els clubs van causar la creació de dos tornejos paral·lels; un organitzat per la FECF, a Madrid, i l'altre per la cismàtica Unió Espanyola de Clubs (UEC), de recent creació, que es va disputar a Barcelona. A la UEC s'hi van adherir com a clubs més importants el Futbol Club Barcelona i la Real Sociedad. Ja que entre els clubs inscrits en aquesta nova federació també hi havia l'Irún Sporting Club, la Real va haver de disputar una eliminatòria prèvia contra aquest conjunt per determinar el representant guipuscoà. A quatre partits, la Real en va guanyar 3, empatant el darrer, amb la qual cosa va poder venjar l'eliminació de l'any anterior. Així, l'equip donostiarra va poder participar en el torneig disputat a Barcelona. No obstant, la major part dels equips van desertar de la competició, quedant el torneig limitat a una eliminatòria disputada entre el Barça i la Real, a doble partit. El primer i últim campionat organitzat per la UEC va acabar amb dos empats (2-2 i 0-0), havent-se de jugar un partit de desempat. Aquesta final es va celebrar el 23 de març de 1913, acabant amb una victòria ‘'blaugrana per 2-1. L'aliniació de l'equip txuri-urdin per aquell partit va ser la formada per Eizaguirre; Eguía, M.Arrate; Arruti, Machimbarrena, Leturia; Artola, Alfonso Sena, Domingo Arrillaga, E. Rezola i Minondo. Respecte dels dos partits anteriors, els únics canvis havien estat els d'Eguía per Berraondo, i Rodríguez per Rezolara.
Aquell mateix any les dues federacions van posar-se d'acord, fundant-se així l'actual Federació Espanyola de Futbol, que com a gest de reconciliació va reconèixer en el palmarès de Copa els campionats cismàtics de 1910 i 1913, es van crear diverses federacions regionals, i es va establir que els campionats regionals que es disputessin servissin com a fase de classificació del Campionat d'Espanya, essent el campió de cadascun d'ells el que disputaria aquesta competició. La Real va quedar enquadrada en el Campionat Regional del Nord, que compartia amb altres equips bascos, navarresos i càntabres. De cara a aquesta nova etapa que implica, per primera vegada, la celebració d'una competició regular amb diversos partits com a local cada temporada, la Real va canviar de seu on disputar-hi els partits. Així és com va néixer l'històric Estadi d'Atotxa, situat al barri donostiarra d'Eguía, localització on hi havia amb anterioritat un velòdrom. El partit inaugural es va realitzar el 5 d'octubre de 1913, on l'equip txuri-urdin es va enfrontar amb l'Athletic Club de Bilbao. El partit va acabar amb un empat a 3 gols, essent l'autor del primer gol a l'històric camp d'Atotxa el davanter blanc-i-vermell Pichichi. La primera alineació realista a Atotxa va estar composta per Eizaguirre; M. Arrate, Berraondo; Machimbarrena, Casanova, Leturia, Minondo, Sydler, Echevarría, Alfonso Sena i M. Elosegui.
El campionat regional de la temporada 1913-14 va comenár una mica més tard del previst, el 12 d'octubre, amb la presència de 6 equips (Athletic Club, Arenas de Getxo, Deportivo Bilbao, Sporting de Irún, Rácing de Irún i Real Sociedad). La Real va començar molt bé la competició, vencent en els tres primers partits i empatant amb l'Athletic en el quart. No obstant, el gener de 1914 va perdre consecutivament a casa contra l'Arenas i el Racing, eliminant així les seves possibilitats de vèncer. Finalment, l'Athletic de Bilbao s'alçaria amb la primera edició. El partit disputat entre el Racing i la Real Sociedad a Atotxa el 19 de gener va posar clarament de manifest la rivalitat que mantenien aquests dos equips guipuscoans. En el transcurs d'aquest duel es va produir una gran discussió per culpa del joc extremadament dur emprat per l'equip d'Irún, que van arribar a enviar a la infermeria al porter txuri-urdin Eizaguirre, deixant l'equip donostiarra amb deu homes i sense porter. El partit va acabar amb una invasió de camp per part dels enfurismats aficionats de la Real, motiu pel qual es va suspendre el partit quan falten 20 minuts, quan els visitants guanyaven per 2-5. Tot i que el partit, segons el reglament vigent, s'hauria hagut de repetir, i encara quedava el partit de tornada a Irún, la Real es va negar a seguir competint amb el Racing Club fins que aquest no es disculpés formalment per la seva actitud; al negar-se aquests a fer-ho, la Real va elevar una protesta formal a la Federació Nord contra els seus rivals. Al no respondre l'organisme a les queixes dels donostiarres, la Real va decidir retirar-se de la següent edició de la competició per no haver de jugar amb el Racing; per aquest motiu, la Real Sociedad no va disputar el campionat regional de 1914-15.
La Real va tornar al Campionat del Nord la temporada 1915-16, que llavors estava compost per 8 equips. Els dos equips d'Irun s'havien fusionat, formant el potent Real Unión, que va heretar la rivalitat que mantenia la Real amb el Racing. El Deportivo Bilbao ja no es trobava entre els participants a la competició, en la qual si que trobem l'Ariñ Sport de Bilbao, el Jolastokieta de San Sebastià i el Club Portugalete. A més a més, l0Athletic Club, campió de les dues primeres edicions, i l'Arenas de Getxo, seguien a la competició. La Real va competir en aquest torneig a un ran nivell. A Atotxa, només va cedir un empat davant de l'Arenas, i a domicili només va perdre contra el Real Unión i l'Athletic, guanyant la resta dels partits. Aquests bons resultats van permetre al conjunt donostiarra acabar en primera posició, empatat a punts amb l'Athletic de Bilbao. En realitat, el conjunt bilbaí havia guanyat dos punts menys sobre el camp, però la federació el va declarar vencedor del partit contra el Jolastokieta, que havia perdut, per alineació indeguda de l'equip guipuscoà. Per determinar el campió d'aquella edició es va disputar un partit entre els dos conjunts, que a més a més també classificava al vencedor per disputar la Copa del Rei. La Federació del Nord va escollir el Camp de Futbol d'Amute d'Hondarribia, camp local del Real Unión, com a seu per disputar-hi el partit. La Real s'hi va negar a causa de la gran hostilitat que professaven els aficionats d'Irun, alegant que podien produir-se altercats públics. Per aquest motiu, es va proposar la celebració del partit en un camp neutral, és a dir, fora de Guipúscoa i Biscaia, o la celebració del partit a porta tancada. La Federació Espanyola va donar la raó a la Real, instant a la Federació del Nord a que prengués mesures; mentrestant, el Governador Civil de Guipúscoa va prohibir la celebració del partit. A Bilbao, la Federació del Nord no va atendre les reclamacions de la Real, ni a les ordres de la Federació Espanyola, i com que hi havia una prohibició governativa per celebrar el partit a Guipúscoa, el va organitzar a Biscaia, proposant com a alternativa el Campo de Jolaseta de Getxo, camp local de l'Arenas i antic camp local de l'Athletic. El dia en què estava convocat el partit, la Real Sociedad no s'hi va presentar, considerant que el lloc elegit no era un “camp neutral”, i es va donar com a vencedor del partit i campió del torneig a l'Athletic Club, que així guanyava el Campionat del Nord per tercer any consecutiu. Com a càstig per la seva postura, la Federació del Nord va expulsar la Real, i durant la temporada 1916-17, la Real es va quedar sense poder participar en cap competició oficial. Posteriorment, una amnistia de la Federació va permetre a l'equip donostiarra tornar a afiliar-se a la mateixa i disputar el Campionat de Sèrie A.
L'edició de 1917-18 la van disputar només els 4 “equips grans” del futbol basc (Arenas, Athletic, Real Unión i Real Sociedad), que es van enfrontar en dues voltes. La Real va realitzar un pèssim campionat, perdent tots els seus partits com a visitant. A més a més, a casa només va poder vèncer contra l'Arenas i empatar contra l'Athletic (1-1). Pel que fa als partits contra el Real Unión, les fonts varien, ja que algunes indiquen que també va empatar 1-1 contra el Real Unión, mentre que d'altres asseguren que l'equip d'Irun va guanyar tots els partits. En qualsevol cas, la Real va arribar a l'última jornada sense jugar-se res. Aquell dia, el 17 de febrer, l'equip donostiarra s'enfrontava amb l'Athletic, que liderava la classificació amb 17 punts, un més que el Real Unión, que jugava al camp de l'Arenas. Quan el resultat a Atotxa era d'empat a 2 gols, el partit es va suspendre per greus incidents a la graderia. La Federació va decidir sancionar a la Real amb el tancament del seu estadi, a més a més d'altres càstigs. La Federació Espanyola va acordar la repetició del partit a Atotxa, però l'Athletic no s'hi va presentar. La Federació del Nord, paral·lelament, no va acatar la resolució de l'espanyola, acordant la repetició del partit a Santander, no presentant-s'hi aquest cop la Real Sociedad. Per aquest motiu, i vistos els precedents que afectaven les relacions entre clubs guipuscoans i biscains, la Federació Espanyola va decidir dividir la Federació del Nord en dues federacions separades, la Federació de Guipúscoa i la Federació de Biscaia, declarant campió de cadascuna al Real Unión i a l'Athletic Club respectivament. Aquests dos conjunts haurien de disputar una eliminatòria prèvia entre ells per decidir el representant del nord que disputaria el Campionat d'Espanya. L'Athletic, contrari amb la decisió de la Federació al considerar que ells havien guanyat el Campionat del Nord, va renunciar a disputar aquell partit, essent doncs el Real Unión el conjunt que disputaria el Campionat d'Espanya de l'any 1918. A més a més, l'equip guipuscoà va obtenir el seu primer títol.
A partir de la temporada 1918-19 es va disputar el Campionat Regional de Guipúscoa.

### Campionat de Guipúscoa (1918-1928)
La primera edició del Campionat de Guipúscoa (1918-19) la van disputar quatre equips de la província; l'Izarra de Eibar, el CD Esperanza, el Real Unión i la Real Sociedad. Aquest cop, la Real si que va poder vèncer el torneig, en un campionat que va destacar per la superioritat del conjunt donostiarra i del Real Unión davant dels altres dos participants; a més a més, la rivalitat entre aquests dos equips va fer que tampoc quedés exempt de polèmica. En l'últim i decisiu partit, disputat a Atotxa el 16 de març de 1919, quan el partit anava 1-0 a favor de la Real, els jugadors del Real Unión van decidir retirar-se al mostrar-se disconformes amb l'actuació arbitral. Així, el Real Unión va des desqualificat del torneig i la Real Sociedad es classificà per primera vegada per disputar la Copa del Rei des del 1913. No obstant, en aquella edició la Real va quedar emparellada amb la seva “bèstia negra” copera, el FC Barcelona, que l'eliminà sense massa problemes.
Durant els següents anys, el Campuionat de Guipúscoa va esdevenir un duel entre la Real i el Real Unión, essent el tercer equip en discòrdia el Club Deportivo Esperanza de Donosti, tot i que el nivell d'aquest es trobava lluny dels altres dos. En aquest duel particular, l'equip d'Irun va mostrar-se superior a la Real durant les tres temporades següents, tancant així el pas als donostiarres al campionat estatal. Tot i no poder disputar la Copa, la Real durant aquells anys era considerada com un dels clubs punters del futbol espanyol. De fet, quan es va confeccionar la llista de jugadors convocats per disputar amb la selecció espanyola els Jocs Olímpics de 1920, celebrats a Anvers, se'n va incloure a quatre de la Real: Agustín Eizaguirre, Mariano Arrate, Silverio Izaguirre i Juan Artola. Arrate va ser, de fet, el capità de la primera selecció espanyola de la història, amb la qual va disputar aquells Jocs Olímpics.
No va ser fins a l'edició de la temporada 1922-23 quan la Real va aconseguir posar fi a l'hegemonia del Real Unión; l'equip donostiarra va acabar el torneig en primera posició, empatat amb el conjunt d'Irun, però en el partit de desempat la Real va vèncer el seu rival a Bilbao. En la Copa del Rei de 1923, l'equip guipuscoà va eliminar el Vigo Sporting i, en semifinals, va quedar emparellada amb l'Athletic Club. Els ‘'lleons, que acabarien aconseguint el títol, van eliminar a la Real després d'empatar 0-0 a Atotxa i guanyar 2-0 a l'Estadi de San Mamés.
L'any següent, el 1923-24, el títol va tornar a mans del Real Unión. Com sempre, el torneig es va decidir en els enfrontaments directes; mentre l'equip d'Irun va vèncer 4-2 a casa, la Real no va poder passar de l'empat a Atotxa. A més a més, aquell any el Real Unión es proclamaria campió de Copa, adjudicant-se el títol en la final disputada a l'Estadi d'Atotxa contra el Reial Madrid.
La temporada 1924-25, la Real Sociedad es va imposar als d'Irun, vigents campions d'Espanya. Aquest cop, en els enfrontaments directes, la Real va gunanyar els dos partits a casa contra el Real Unión, a més a més d'aconseguir un empat decisiu en un dels dos partits disputats a Irun. Així, i gràcies a l'empat aconseguit l'última jornada contra Osasuna, la Real Sociedad es va assegurar d'acabar amb un punt més que el seu màxim rival i classificar-se per disputar el campionat d'Espanya. En aquesta edició de la Copa del Rei, es va realitzar una lligueta prèvia a les eliminatòries, en la qual es van enfrontar el campió de Guipúscoa, el de Biscaia i el de Cantàbria. En una competició molt igualada, la classificació es va decidir en el partit del 29 de març, que enfrontava a Jolaseta a l'Arenas Club de Getxo amb la Real, vencent els primers per 3-1. En cas d'empat, la Real s'hagués assegurat com a mínim un desempat amb l'Arenas pel primer lloca. La derrota, no obstant, va eliminar l'equip donostiarra a la fase prèvia.
A partir de l'edició de la Copa del Rei de 1926, la competició va quedar oberta també als subcampions dels diferents campionats regionals. Ja que el Real Unión i la Real mantenien una supremacia absoluta al campionat guipuscoà, això els va garantir a la pràctica participar tots els anys al campionat estatal. El Real Unión va guanyar el torneig de 1925-26, quedant la Real en segona posició. Així, l'equip donostiarra va disputar una lligueta prèvia amb l'Arenas Getxo (segon classificat del torneig de Biscaia) i el Gimnástica de Torrelavega (segon classificat de la competició de Cantàbria). Tot i que la Real va poder desfer-se dels seus rivals fàcilment, amb dues golejades, en el posterior encreuament de quarts-de-final, contra el Celta de Vigo, va quedar eliminada.
La temporada 1926-27, va ser la Real qui va guanyar el campionat de Guipúscoa, imposant-se al Real Unión. En la Copa del Rei, a la lligueta prèvia es va enfrontar amb el vencedor del campionat de Biscaia, l'Arenas, i el campió d'Aragó, l'Iberia Sport Club. Arenas i Real van empatar en la lligueta, motiu pel qual van haver de disputar un partit de desempat a l'Estadi Metropolità de Madrid, que va perdre l'equip guipuscoà per 2-1. L'equip de Biscàia va aconseguir arribar fins a la final, on es va enfrontar amb el Real Unión. L'equip d'Irun va guanyar el partit, que seria el seu tercer i, fins ara, últim títol de Copa. Aquell any 1927 la Real Sociedad va realitzar una gira per diversos països europeus.
La temporada 1927-28, la Real va perdre el campionat regional, però en canvi, després d'anys d'intents fallits, va aconseguir realitzar una gran campanya a la Copa del Rei. Amb un lleuger canvi en el format, en la fase de grups l'equip donostiarra va quedar enquadrat amb l'altre equip guipuscoà, el Real Unión, així com amb els representants catalans (Futbol Club Barcelona i Club Esportiu Europa) i els aragonesos (Iberia Sport Club i Patria Aragón). La Real i el Barça van aconseguir superar la fase com a primers i segons de grup, respectivament, amb un punt d'avantatge sobre el Real Unión, que va quedar eliminat. Després, en la fase d'eliminatòries, la Real va eliminar el Celta de Vigo i al València CF, tornant a trobar-se amb el Barcelona a la final. Aquella va convertir-se en una de les finals més èpiques de Copa que es recorden, coneguda com la triple final de Santander. Va ser una final tan igualada que va necessitar la disputa de tres partits per dirimir el campió de Copa. El primer partit, jugat el 20 de maig, va acabar amb empat a 1 gol i, com a nota anecdòtica, va viure la famosa batalla poètica entre el "culer" Rafael Alberti i el "txuri-urdin" Gabriel Celaya. Alberti, que estava presenciant el partit, va escriure "Oda a Platko", en honor de la memorable actuació del porter hongarès del Barça; Celaya va respondre amb "Contraoda del poeta de la Real Sociedad", on responia dient que més que Franz Platko, era l'àrbitre a qui havia de donar les gràcies el Barcelona. El mateix resultat es va donar cinc dies més tard en la repetició de la final. Posteriorment, la competició va quedar suspesa durant un mes, ja que la selecció espanyola havia de participar en els Jocs Olímpics d'Amsterdam de 1928. El seleccionador espanyol, José Ángel Berraondo, exjugador i exentrenador de la Real, es va endur a Amsterdam mitja plantilla de la Real: Amadeo, Marculeta, Kiriki, Mariscal, Trino, Zaldúa, Paco Bienzobas, Cholín i Izaguirre. El Barça gairebé no va aportar jugadors a la selecció, ja que els seus futbolistes ja eren professionals, a diferència dels de la Real, i tenia prohibida la seva participació en uns Jocs Olímpics. Després de disputar-se l'Olimpíada, la final va tornar-se a disputar, el 29 de juny, i el Barcelona va aconseguir la victòria per 3-1. Aquell equip de la Real que va estar a punt de guanyar la Copa d'Espanya estava format per Izaguirre; Arrillaga, Zaldúa; Amadeo, Marculeta, Trino; Bienzobas, Mariscal, Cholín, Ilundáin i Yurrita. Kiriki, que havia jugat els primers dos partits, es va lesionar als Jocs Olímpics.

### La Lliga

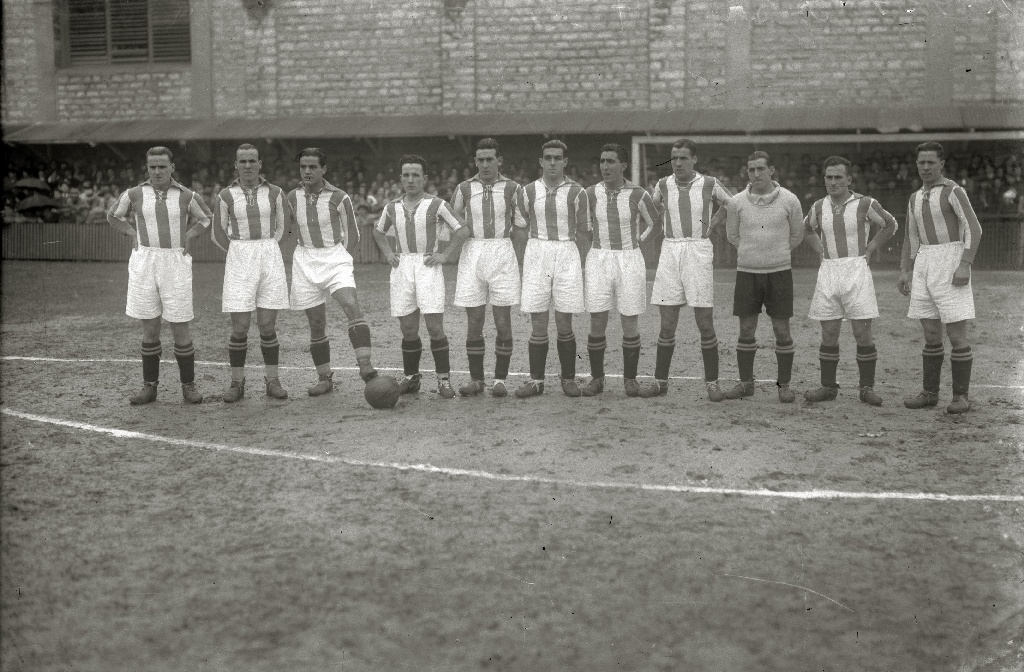
Aliniació de la Real la temporada 1930-31. Aquesta fotografia va ser presa abans del partit entre la Real i l'Athletic Club, que acabaria proclamant-se campió de Lliga. L'equip donostiarra va vèncer per 1-0. D'esquerra a dreta, Garmendia, Paco Bienzobas, Ilundain, Marculeta, Cholín, Ayestarán, Amadeo, Custodio Bienzobas, Izaguirre, Arana i Mariscal.

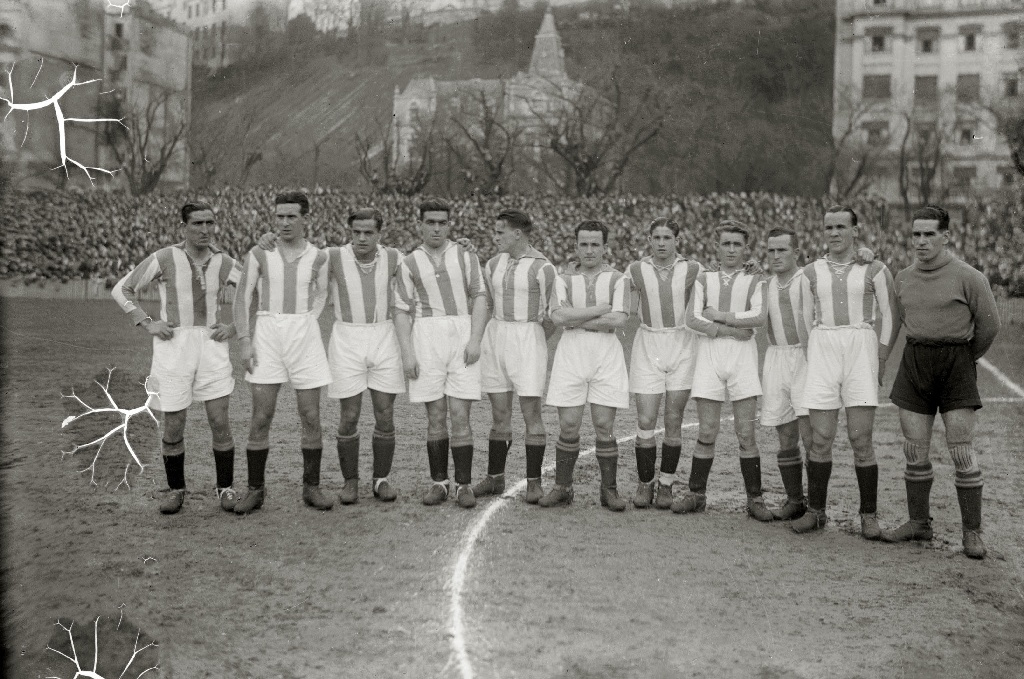
Aliniació de la Real Sociedad al camp d'Atotxa el 1932

Des de 1926, els clubs espanyols buscaven organitzar un sistema de Lliga, com el vigent en aquella època en altres països; no obstant, no aconseguien posar-se d'acord entre ells. Hi havia dues postures enfrontades: d'una banda, els anomenats ‘'minimalistes, que pretenien un sistema amb pocs equips; de l'altra, els ‘'maximalistes, que preferien un campionat obert a més clubs. Finalment, les dues postures es van posar d'acord en assemblea celebrada el 23 de novembre de 1928, acordant un sistema de competició basat en les categories/divisions. En la Primera Divisió, màxima categoria, hi participarien deu equips, que es va acordar que serien els conjunts que, fins llavors, havien aconseguit guanyar el títol de Copa del Rei (Athletic Club de Bilbao, Reial Madrid, Futbol Club Barcelona, Real Unión de Irún, Arenas Getxo i Real Sociedad), a més a més de tres finalistes (Atlètic de Madrid, Club Esportiu Europa i Reial Club Deportiu Espanyol). Per decidir la desena plaça, es va organitzar un torneig basat en el sistema d'eliminatòries entre vuit equips, el qual va vèncer el Racing de Santander. El campionat va començar el febrer de 1929, acabant el juny d'aquell mateix any.
El debut de la Real en aquesta competició es va produir el 10 de febrer de 1929, jugant un històric Derbi basc contra l'Athletic de Bilbao a Atotxa. El resultat final va ser d'empat a 1. La primera aliniació de la Real va ser la formada per Izaguirre, Ilundain, Galdós, Amadeo, Marculeta, Trino, Kiriki, Mariscal, Cholín, Paco Bienzobas i Yurrita. Al final del torneig, la Real va acabar en quarta posició, i un dels seus jugadors, Paco Bienzobas, va esdevenir el màxim golejador de la Lliga amb 17 gols. Aquell moment va marcar la millor posició de la història de la Real en la classificació històrica de la Lliga.
A partir d'aleshores, van començar un seguit de temporades d'alt-i-baixos, amb la incapacitat de l'equip basc de mantenir a l'equip als millors jugadors, provocant que no s'acabés de consolidar un bon equip. Tot i així, els donostiarres van aconseguir una tercera posició la temporada 1930-31. Aquell any, amb la instauració de la Segona República espanyola, el club va passar a denominar-se Donostia Football Club, i l'escut va abandonar la corona monàrquica.

### Guerra Civil (1936-39)
L'esclat de la Guerra Civil el juliol de 1936 va comportar la paralització dels campionats futbolístics. La ciutat de Donosti es va veure afectada pels combats els dos primers mesos de la guerra, tot i que la caiguda de la ciutat a mans dels nacionals el setembre d'aquell any va provocar que la ciutat quedés a rereguarda la resta del conflicte, per la qual cosa no es va veure afectada per les accions bèl·liques.
El juliol de 1937, un any després de començada la guerra, tres antics directius de la Real, Francisco Molins, José Merino i José María Lobato, van prendre la iniciativa de reprendre l'activitat del club; van convocar una junta general, a la qual només va presentar-se un soci. Tot i això, Molins va decidir ocupar el càrrec de president, començant així la tasca de reconstruir l'equip partint pràcticament de zero. Es va realitzar una convocatòria per cercar jugadors, a la qual van respondre veterans de l'equip abans de la guerra, així com un bon nombre de joves i, fins i tot, diversos bascos de Athletic Club de Madrid, als quals el conflicte havia enganzat a Donosti. La direcció de la nova plantilla va correspondre a dos antics jugadors de l'equip, Argentino Peña i l'històric Martín Marculeta, que va penjar les botes durant la guerra com a jugador-entrenador del Donostia FC.
Durant l'any 1938, el club va jugar el torneig semi-oficial Torneo Brigadas de Navarra, enfrontant-se a altres equips bascos i navarresos, en el qual l'encara Donostia FC va obtenir uns grans resultats. Poc abans de finalitzar el conflicte, durant els primers mesos de 1939, va disputar el Campionat Regional de Guipúscoa, ja de caràcter oficial, en el qual el Donostia va quedar en segona posició, aconseguint així classificar-se per la Copa del Generalísimo de 1939.

### L'equip ascensor (1939-1949)
Acabada la guerra es va intentar que l'activitat futbolística tornés a la normalitat. A causa de l'estat del país i de l'economia de molts dels clubs, es va plantejar realitzar una temporada de transició a la Segona Divisió amb un sistema de 5 grups de 8 equips, cada un agrupat segons criteris de proximitat geogràfica. Els equips que havien de participar en aquesta categoria van ser escollits segons criteris polítics per donar representativitat a totes les ciutats importants i regions que no tinguessin ja equips a la primera divisió. El Donostia FC, doncs, va quedar enquadrat en un d'aquests 5 grups, juntament amb set equips bascos més. Així, la temporada 1939-40 el club va recuperar la seva denominació tradicional de Real Sociedad. Durant el règim franquista, tot i no tenir com a cap d'estat a un rei, s'autoconsiderava l'estat com un regne, motiu pel qual es va permetre la utilització de la simbologia monàrquica. Així, la major part dels clubs que havien tingut, amb anterioritat a la instauració de la República, el títol de "real", recuperessin la seva denominació anterior.
La Real de la primera temporada de la postguerra era una barreja d'algún veterà, com el davanter Cholín, juntament amb joves promeses com el porter Ignacio Eizaguirre, fill del mític Agustín, Balbino Aramburu, els germans Fernández Berridi, José María Marculeta, germà petit de Martín Marculeta, José María Querejeta, etc. Al capdavant del conjunt es trobava l'entrenador Sebastián Silveti. Aquella temporada va començar bé per l'equip txuri-urdin, que es va imposar en el grup basc de Segona Divisió, però en la lligueta definitiva no va aconseguir l'objectiu d'ascendir a la màxima categoria.
Durant tota la dècada de 1940, les dificultats econòmiques van ser una constant, constituint un llast per millorar el rendiment esportiu de l'equip. El problema de fons era la impossibilitat de competir amb les ofertes que altres equips realitzaven als jugadors de més alt nivell, el que també comportava que els millors jugadors de l'equip marxessin de Donosti. Aquest factor va provocar una pèrdua de capacitat competitiva. Com a exemple, la campanya 1939-40 la Real va perdre les seves dues millors promeses: el porter Ignacio Eizaguirre i el davanter Epi, que van ser fitxats pel València a final de temporada. Aquests dos futbolistes acabarien essent internacionals amb Espanya. Cholín també va marxar, en aquest cas al Granada.
Tot i aquests contratemps, la temporada següent l'equip donostiarra va aconseguir tornar a pujar a primera divisió. L'equip basc va tornar a imposar-se clarament al seu grup de Segona i, en aquest cas, tot i un començament discret, va aconseguir la segona plaça en la lligueta d'ascens, només per darrere del Granada, i superant al Deportivo de la Coruña i al Castelló. D'aquesta manera, la Real recuperava la categoria perduda, obtenint per primera vegada en la seva història l'ascens a primera divisió. La plantilla que va assolir aquest èxit estava formada per jugadors com Eguía; Querejeta, Izaga; F.Berridi, Patri, Simón; Pedrín, Bidegain, Terán, Azpiazu i Chipía. A més a més, el conjunt guipuscoà també va aconseguir una destacada actuació en el Trofeu del Generalíssim de 1941, en el qual va eliminar el Reial Valladolid i al campió de la Lliga, l'Atlético Aviación, abans de caure eliminada davant del RCD Espanyol en semifinals. Com a dada anecdòtica, aquella temporada 1940-41 es produí la major golejada aconseguida per la Real Sociedad en la seva història en imposar-se, el 8 de gener de 1941, per 14-2 al Valladolid.
La fama d'equip ascensor va començar a forjar-se a partir dels anys següents; la temporada 1941-42 l'equip txuri-urdin no va poder mantenir la categoria, concloent el campionat en última posició amb només 12 punts en 26 partits. Patxi Gamborena va substituir a Silveti com a entrenador a mitja campanya degut als mals resultats de l'equip, però no va ser capaç de recuperar el rumb de la nau. Tot i la participació de veterans com Paco Bienzobas, així com l'exjugador de l'Athletic Roberto Echevarría, aquell equip era massa jove com per salvar-se del descens, pagant la seva falta d'experiència. A més a més, en acabar la temporada la Real va perdre a José María Querejeta, que fou fitxat pel Reial Madrid, i a Chipía, traspassat a l'Sporting de Gijón. L'única nota positiva va ser el debut de Sebastián Ontoria, que amb el pas dels anys es convertiria amb el jugador amb més partits de la història del club. El fracàs del retorn a Primera va causar una crisi institucional i la dimissió de Molins com a president, essent substituït per Pedro Chillida al capdavant de la direcció del club.
La primera mesura de Chillida com a nou president fou la de contractar a Benito Díaz com a entrenador. Díaz era un gran coneixedor del club, que llavors entrenava al Girondins de Bordeaux. Gràcies al conegut com a "Tío Benito", la parada de l'ascensor a la segona divisió fou breu, i l'any següent (temporada 1942-43) la Real va tornar a primera divisió. En aquesta ocasió, la Real va tornar a imposar-se al seu grup, per posteriorment superar en el Play-off final a Reial Valladolid, Sporting de Gijón, Sociedad Deportiva Ceuta i Jerez Club de Fútbol, aconseguint així l'ascens directe juntament amb el Sabadell. L'equip base que va assolir aquest nou ascens a Primera estava format per Sebitas, Tellería, Izaga, Santi, Patri, Urbieta, Terán, Bidegain, Unamuno II, Ontoria i Pedrín. Entre els jugadors debutants d'aquella temporada es trobaven el davanter Unamuno II i el prometedor porter Eduardo Chillida, futur escultor de fama internacional, que era el fill del president i que va haver de retirar-se aquella mateixa temporada a causa d'una greu lesió.
No obstant, les temporades següents no van ser bones per al club. La temporada 1943-44 l'equip basc va tornar a baixar de categoria. El descens no va ser tan sonat com l'ocasió anterior, però si igual d'inapel·lable. Amb només 17 punts en 26 partits, la Real va quedar a una sola victòria de forçar la promoció, però va quedar en penúltima posició. En aquesta ocasió, l'estada a Segona Divisió es prolongaria durant les pròximes tres temporades.
La directiva va seguir confiant en Benito Díaz i, en la primera temporada del retorn a Segona, la Real va quedar molt a prop de l'ascens, en quarta posició, a només un punt de la promoció i a dos de l'ascens directe. Pedro Chillida va ser substituït en la presidència per Felipe Arteche aquell any, però Díaz va seguir comandant la direcció esportiva de l'equip. El club es trobava immers aquells anys en una economia de guerra, sense capacitat per realitzar fitxatges i traspassant jugadors per poder sobreviure.
En la temporada 1945-46, la Real Sociedad va quedar en sisena posició, tot i que a només 2 punts de la promoció. Finalment, el tan anhelat ascens es produiria durant la temporada 1946-47. Benito Díaz va realitzar una revolució tàctica al futbol espanyol. L'entrenador donostiarra va començar, aquella temporada, a utilitzar una tàctica futbolística anomenada "la WM", inventada per l'entrenador anglès Herbert Chapman durant els anys 1920 a l'Arsenal FC, però que ningú més havia utilitzat des de llavors al futbol espanyol. Bàsicament, la tàctica consistia a jugar amb tres defenses, dos mitjos volants, dos interiors i tres davanters. Els cinc primers formaven una espècie de “W” i, els restants, una “M”. La Real va utilitzar aquesta tàctica per primera vegada aquella temporada 1946-47 durant la seva visita a Ferrol, imposant-se en aquell partit per 3-4. Tot i que la tàctica de Díaz va ser considerada, per part dels seus detractors, com ultra-conservadora (segons els cànons de l'època), arribant a guanyar-se el sobrenom despectiu de l'autobús de Benito Díaz, aviat va ser adoptada per molts altres equips a causa de la seva eficàcia. Aquella campanya, després d'uns inicis dubitatius, la Real va mantenir-se gairebé sempre en tercera posició, plaça que donava dret a disputar la promoció d'ascens. No obstant, en les últimes jornades l'equip basc es va veure relegat a la quarta posició, que el deixava a Segona. Dues victòries consecutives, contra el Reial Betis a Sevilla i el RCD Mallorca a casa, van retornar a la Real al tercer lloc. La promoció els va enfrontar amb el Reial Múrcia a l'Estadi Metropolità de Madrid. La Real es va imposar per 2-0 amb gols de Castivia i Campos, aconseguint així l'ascens a Primera. L'onze donostiarra estava format per Galarraga, Echániz, Patri, J.M.Marculeta, Ontoria, Urra, Pérez, Campos, Vázquez, Hériz i Castivia.
La temporada 1947-48 va comportar un nou descens de l'equip basc, ja que la Real va quedar en penúltima posició a la Lliga. Paradoxalment, el seu paper en el Trofeu del Generalíssim de 1948 va ser molt bo. La Real va eliminar a l'Atlético Zaragoza, al Sabadell, al Gimnàstic de Tarragona i al València, abans de ser superada pel Sevilla CF en semifinals. Cal assenyalar que l'eliminatòria amb el València va deixar greus seqüeles, ja que diversos jugadors de l'equip van contraure febres de Malta, la qual cosa va suposar per a alguns una baixa prolongada i, per a d'altres, la retirada del futbol.
Durant la temporada 1948-49 es va produir, finalment, un fet que va comportar, a la llarga, l'estabilitat al club. Les successives directives s'havien esforçat per pal·liar el problema crònic de falta d'ingressos del club, però no ho van aconseguir fins que, aquell any, van escometre per fi les obres de remodelació de l'Estadi d'Atotxa. En augmentar la capacitat de l'estadi, el club va poder augmentar el nombre de socis i, conseqüentment, el d'ingressos, amb la qual cosa va assolir una certa estabilitat econòmica. La temporada va comenár de manera atípica, ja que les obres de remodelació de l'estadi va obligar a la Real a començar els seus tres primers partits com a visitant. Els tres partits van acabar amb derrota, i els auguris eren molt negatius, però la Real es va refer. Al llarg de la temporada, va mantenir una dura pugna amb el CD Málaga i el Granada. Els tres conjunts van arribar empatats a l'última jornada lliguera, amb la Real en primera posició gràcies a la diferència de gols entre ells. La victòria donostiarra en la seva visita a Mestalla va permetre als guipuscoans mantenir el liderat i ascendir de nou a Primera. L'ascensor tornava així al pis superior. També va aconseguir, per primera vegada en la seva història, el títol de Segona Divisió, fet que se l'hi havia escapat en els ascensos anteriors.

### Estabilitat a Primera Divisió (1949-1962)
A partir de l'ascens de 1949, la Real va entrar en un nou període de la seva història. Durant la dècada de 1950, l'equip donostiarra va deixar de ser l'”equip ascensor” per viure, durant una mica més d'una dècada, de manera estable a la primera divisió. Gràcies als ingressos extra que va obtenir el club per l'ampliació de l'estadi de 1948, va poder traçar un pla per consolidar l'equip a la màxima categoria del futbol espanyol. La directiva de Felipe d'Arteche va iniciar una “operació retorn” consistent en “repatriar” jugadors bascos de nivell que militaven en equips d'altres zones de l'estat. Amb aquesta política, la Real es va reforçar, de cara a la temporada 1949-50, amb jugadors com el davanter internacional Epi, provinent del València, que d'aquesta manera tornava al club 10 anys després de la seva marxa. També es va fitxar a Carlos Basabe, delanter bilbaí que jugava a l'Atlètic de Madrid, i al defensa Ricardo Suárez, que jugava al Racing de Santander de la Segona Divisió. A més, aquella temporada arribaria a la Real el centrecampista català Salvador Artigas, un exaviador republicà exiliat a França que, després de la guerra, havia tingut una llarga trajectòria com a futbolista en aquest país. També va debutar, aquella temporada, un prometedor davanter procedent del Baracaldo, José Luis Pérez Payá, que destacaria els anys següents. La Real Sociedad va acabar aquella temporada en vuitena posició, aconseguint per primer cop en més de 15 temporades la permanència a la primera divisió.
De cara a la temporada següent, la 1950-51, la Real es va reforçar amb uns altres tres fitxatges de rellevància. Van arribar a l'equip dos internacionals procedents del València, que havien quedat en quarta posició aquell any amb la selecció espanyola al Mundial del Brasil de 1950; es tractava del davanter Silvestre Igoa i del porter Ignacio Eizaguirre. Ambdós eren donostiarres, per la qual cosa “tornaven a casa”. També es va fitxar a Sabino Barinaga, un biscaí que havia jugat durant la dècada anterior al Reial Madrid i que tornava amb la carta de llibertat. Aquella temporada la Real va aconseguir els seus millors resultats des de la tercera posició de la 1930-31. Durant tota la temporada va ocupar llocs de la part alta de la classificació, acabant finalment en cinquena posició. Aquest cinquè lloc va venir acompanyat amb un altre al·licient, i és que per primera vegada en la seva història la Real aconseguia quedar per sobre de l'Athletic Club en la classificació final, que només va poder ser setè. Per arrodonir aquella campanya històrica, la Real Sociedad va tornar a disputar una final de Copa 23 anys després. L'equip “txuri-urdin”, entrenat per Benito Díaz, va eliminar el Celta i al Racing de Santander abans d'enfrontar-se amb al Real Madrid en semifinals. El partit d'anada a Atotxa va acabar amb victòria dels guipuscoans per 1-0. En el partit de tornada la Real va tornar a guanyar, aquest cop per 0-2, amb gols de Barinaga i Caeiro. El seu rival en la final, per tercera vegada, va ser el FC Barcelona. No obstant, la revenja de la final de 1928 no fou possible. Aquell Barça comptava amb grans jugadors com Ladislao Kubala, Antoni Ramallets o César Sánchez, i es va imposar a la Real amb certa facilitat, 3-0, a Madrid. Aquell seria el primer títol del denominat “Barça de les Cinc Copes”, que ho guanyaria tot els anys següents.

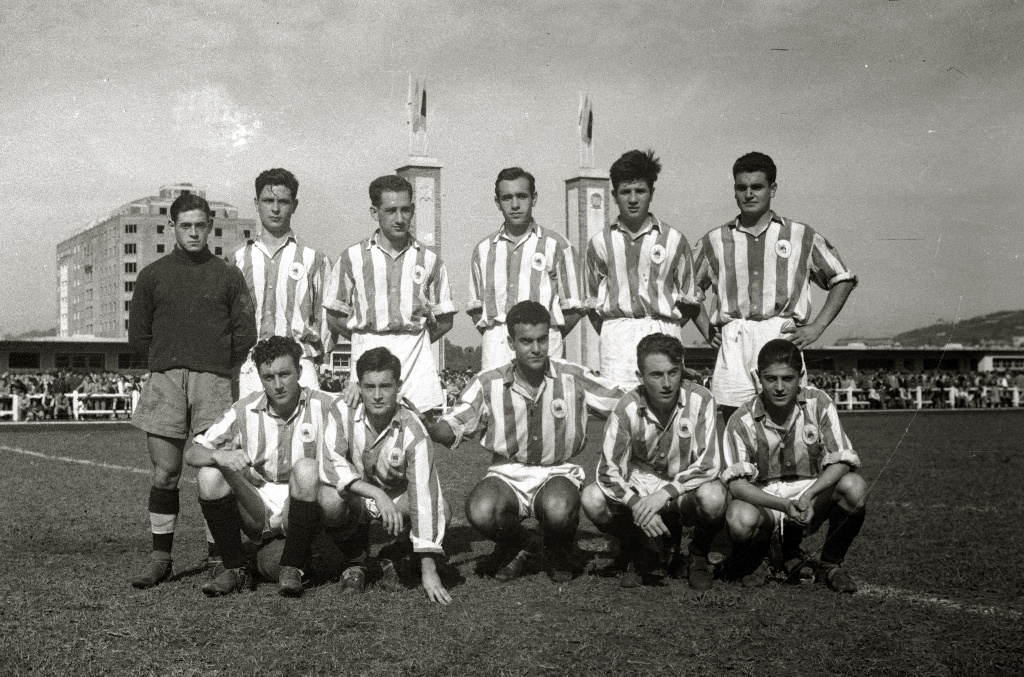
Aliniació de la Real el 1952

A l'acabar aquella temporada, Benito Díaz va decidir deixar la seva feina com a entrenador i la Real va contractar José Ignacio Urbieta, que havia estat jugador del club uns anys abans. Després de la brillant temporada 1950-51, els següents van passar sense pena ni glòria; l'equip va quedar en desena posició la temporada 1951-52, lloc que repetiria en la 1952-53, i va quedar novè la 1953-54. Després d'aquests tres anys discrets, la temporada 1954-55 la Real va quedar en 14a posició, fet que va implicar la disputa de la promoció de permanència. Per mantenir la categoria, la Real va jugar amb l'Atlético Tetuán, el RCD Espanyol, el Reial Oviedo, el Reial Saragossa i el Granada CF. Després d'una lligueta, donostiarres i catalans van aconseguir salvar els mobles. Aquest “ensurt” va provocar que Urbieta abandonés l'entitat, després de 4 anys, essent substituït per Salvador Artigas.
Durant 5 temporades, Artigas dirigirà l'equip (1955-1960). Durant aquestes temporades la Real va deambular sense pena ni glòria per la part mitjana-baixa de la classificació.
En el transcurs d'aquests anys, la Real Sociedad va prendre una decisió de caràcter estratègic molt important: la direcció del club va decidir apostar per fomentar la seva pròpia pedrera en comptes de fitxar jugadors estrangers, que era la pràctica habitual que prenien els altres equips de futbol, amb els nombrosos originaris i nacionalitzats procedents de l'Amèrica del Sud que arribaven al futbol espanyol. La temporada 1954-55 l'equip juvenil de la Real es va proclamar campiona d'Espanya derrotant a la final al Sevilla. Així, es va decidir donar continuïtat a aquella brillant generació, que llavors encara era molt jove per jugar amb el primer equip, creant un conjunt a regional. El 1957 aquest equip va ascendir a la Tercera Divisió. Com que reglamentàriament no podien jugar a categories nacionals dos equips amb la mateixa denominació, es va crear el club filial de la Real, que va ser anomenat San Sebastián Club de Fútbol, conegut popularment com a Sanse. L'objectiu fonamental de la Sanse ha estat des d'aquell moment el de viver, d'on s'ha de nodrir fonamentalment la Real Sociedad. La major part dels jugadors de l'equip txuri-urdin han passat per la Sanse abans de jugar amb la Real.
La dècada de 1960 no va començar massa bé per l'equip donostiarra; la temporada 1959-60, l'última d'Artigas com a entrenador, l'equip guipuscoà es va veure obligat a disputar la promoció de descens per mantenir la categoria. La Real no va començar malament la temporada, però una ratxa de set derrotes consecutives va portar-la fins als llocs compromesos, d'on ja no va poder sortir. Finalment, l'equip basc acabaria en catorzena posició, obligada a jugar una eliminatòria a cara o creu contra el Córdoba Club de Fútbol. Els blanc-i-blaus, amb Joseba Elizondo com a nou entrenador, van derrotar els andalusos a Atotxa, però els cordovesos van fer el mateix al partit de tornada. El desempat es va disputar a Madrid, on la Real va aconseguir la salvació vencent per 1-0.
La temporada següent, amb Baltasar Albéniz com a entrenador, va semblar que la tranquil·litat tornava a instal·lar-se a Donosti, ja que la Real no va patir per salvar-se. A més, la Sanse va debutar a Segona Divisió.
Tot i així, la temporada 1961-62 va ser un desastre. L'equip, que semblava consolidat a la primera divisió, va patir un daltabaix i va viure un descens amarg. La Real va començar amb el traspàs del porter Josetxo Araquistáin al Reial Madrid. A canvi, l'equip de la capital va cedir quatre jugadors, Villa, Raba, Chus Herrera i el suec Simonsson, per la qual cosa semblava que el conjunt basc sortia reforçat. Els nous fitxatges no van rendir al nivell esperat, i la trajectòria de la Real va ser dolenta des del primer moment; Joseba Elizondo va substituir interinament a Baltasar Albéniz, però aquest cop no va poder salvar els mobles. Finalment la Real va quedar en quinzena posició, la qual cosa va suposar el descens directe dels bascos. A més de baixar a Segona, aquest descens va provocar automàticament el descens de la Sanse a Tercera que, paradoxalment, havia realitzat una brillant campanya a Segona.

### Lustre a Segona Divisió (1962-67)
Recuperar la categoria va costar a la Real més del desitjat i esperat. El descens va produir una espantada de prop del 40% dels socis, la qual cosa va disparar el dèficit del club. En aquesta difícil situació, la directiva del club va dimitir en bloc; l'única persona que va accedir a presentar-se per agafar les regnes va ser l'exalcalde donostiarra Antxon Vega de Seoane, fill d'un anterior president.
La primera temporada a Segona Divisió va escollir-se a Perico Torres perquè entrenés l'equip; Torres havia entrenat abans al Sanse, amb qui ja havia tingut uns molt bons resultats a Segona. La nova plantilla estava composta gairebé a parts iguals per jugadors novells procedents del Sanse (entre ells diversos jugadors que es convertirien en històrics del club, com ara Arzac, Urreisti, Mendiluce o Ormaetxea) i veterans del primer equip. Des del punt de vista esportiu, la Real va semblar que prenia aviat el pols a la nova categoria, i la temporada 1962-63 va situar-se al capdavant de la classificació durant bona part de l'exercici. Tot i així, al final va quedar relegada a la quarta posició, veient-se obligada a mantenir-se un any més a Segona.
Per al segon intent va decidir-se contractar un entrenador amb pedigrí com era el prestigiós Antonio Barrios. Tot i així, tampoc va ser capaç de situar l'equip basc en posicions de promoció. Encara que se li va oferir renovar, Barrios preferí no seguir entrenant a Segona Divisió. Per assumir el dèficit, la Real va haver de vendre al davanter Olano, que s'havia convertit en el màxim golejador de la Segona Divisió amb un total de 25 gols en 30 partits.

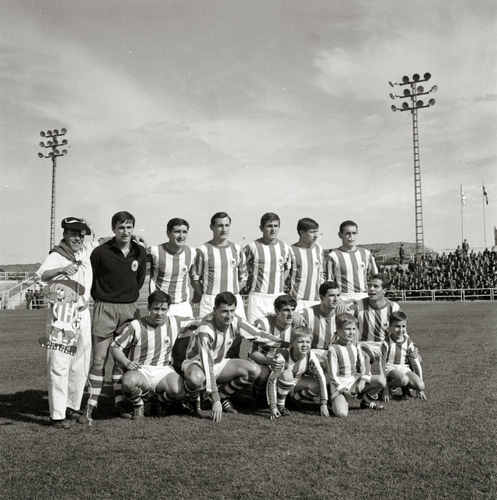
Alineació de la Real davant del Calvo Sotelo: (de peu) Zubiarrain, Iguarán, Martínez, Gorriti, Lema, Lasa (ajupits) Urreisti, Arzak, Arregui, Arambarri i Boronat

La temporada següent (1964-65) fou molt semblant a l'anterior, però amb Román Galarraga al capdavant. Tot i el mal resultat en lliga, en la Copa la Real va aconseguir arribar fins a semifinals després d'eliminar el Ceuta, al Betis, a l'Osasuna i a l'Sporting de Gijón. Finalment seria eliminat per l'Atlético de Madrid, que s'acabaria proclamant campió d'aquella edició. La segona temporada de Galarraga va ser més dolenta encara, acabant la temporada 1965-66 en desena posició de la lliga, a 8 punts de la promoció d'ascens i a 8 punts de la promoció de descens. La Real mai havia acabat en un lloc tan baix a la Segona Divisió, només podent-se igualar a la temporada 1935-36, quan va quedar vuitena de deu equips, i a 2 punts del descens.

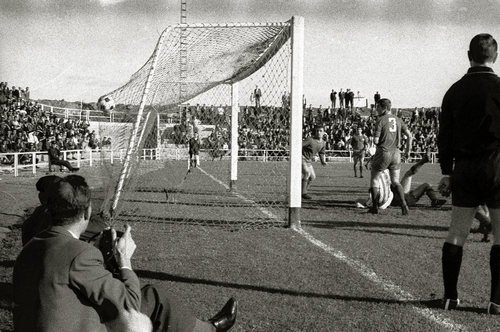
L'històric gol d'Arambarri que va valer l'ascens

Es va haver d'esperar l'afició donostiarra a la temporada 1966-67 per aconseguir el tant esperat ascens. La Real, de la mà d'un nou entrenador, Andoni Elizondo, no va començar massa bé la temporada, mantenint-se en posicions de mitja taula. Tot i així, una ratxa de catorze victòries consecutives i una sola derrota en quinze partits va catapultar als bascos cap a la primera posició, a només un partit per acabar el campionat. Especialment important fou la victòria contra el seu gran rival, aquella temporada, l'Sporting de Gijón.
El 23 d'abril de 1967 la Real es va jugar l'ascens davant del Calvo Sotelo CF, de Puertollano, equip que no es jugava res. L'empat era suficient per assegurar l'ascens, però les coses es van torçar aviat per a l'equip guipuscoà, que va veure com el Calvo Sotelo s'avançava en el marcador gràcies a un gol d'Argacha al minut 40. El mateix jugador marcaria el 2-0 al minut 50, però els jugadors txuri-urdin no es van ensorrar, i van aconseguir empatar el partit gràcies als gols de Boronat, el minut 58, i del debutant Arambarri, el minut 81. Al final, el partit acabaria 2-2, motiu pel qual la Real va aconseguir tornar a la màxima categoria cinc anys després. Aquell grup de futbolistes passarien a ser coneguts com a Els herois de Puertollano. A més a més de Boronat i Arambarri, també formaven aquell equip Zubiarrain; Gorriti, Iguarán, J.I.Lasa, Martínez, Lema, Urreisti, Arzac i Arregui. D'altres integrants destacats d'aquella plantilla eren Alberto Ormaetxea, Gaztelu, l'aleshores encara porter suplent José Esnaola o Rafa Mendiluce, per exemple.